# Idioma lame
Lame es un grupo de dialectos bantúes que se hablan en Nigeria. Los dialectos Rufu *Ruhu) y Mbaru están extintos en 1987. Blench (2019) también incluye a Gura como dialecto.